# Traudl Junge
Traudl Junge (født Gertraud Humps, 16. marts 1920 i München, død 10. februar 2002 i München) var Adolf Hitlers sidste privatsekretær i tiden 1942 til sammenbruddet i 1945. Hun startede tjenesten i Wolfschanze ved Rastenburg i Østprøjsen og arbejdede med ham både der, i Berchtesgaden og til slut i Førerbunkeren i Berlin.
I 1943 blev hun gift med SS-officeren Hans-Herman Junge, som dog blev dræbt i kamp allerede året efter.
Efter sammenbruddet i 1945 lykkedes det hende at komme igennem de russiske linjer forklædt som mand og kom over til den britiske sektor, hvor hun blev arresteret men kort efter løsladt ud fra begrundelsen om, at hun var for ung til at vurdere rækkevidden af sine handlinger.
Efter krigen flyttede hun hjem til München og arbejdede som sekretær og som redaktør. Hun holdt lav profil i alle år, men stod frem mod slutningen af livet med sine vidnesbyrd om tiden med Hitler. Således har hun været blandt de vigtigste kilder til beskrivelse af hvordan sammenbruddet af Hitler-Tyskland artede sig for topledelsen. Hun var hovedkilden til filmen Der Untergang fra 2004.
Hun har i eftertiden undret sig over, hvordan hun kunne acceptere at arbejde for Hitler og det regime, han repræsenterede. Hun har over for sig selv prøvet at forklare dette med, at hun var ung og umoden, indtil hun opdagede, at Sophie Scholl var født senere end hun selv og blev henrettet samme år, som hun begyndte at arbejde for Hitler. Hun oplevede imidlertid Hitler som person som en venlig, korrekt og omsorgsfuld chef. Hun har kommenteret at Hitler som en tedrikkende vegetar og afholdsmand ikke kunne lide at omgive sig med afskårne blomster, fordi han ikke kunne lide at være "omgivet af lig", som han sagde.
Hun døde af lungekræft på et sygehus i München, i en alder af 81 år.

## Dokumentarfilm
- Hitlers sekretær (Im toten Winkel - Hitlers Sekretärin) af André Heller og Othmar Schmiderer, 2002.